# Poems in Two Volumes

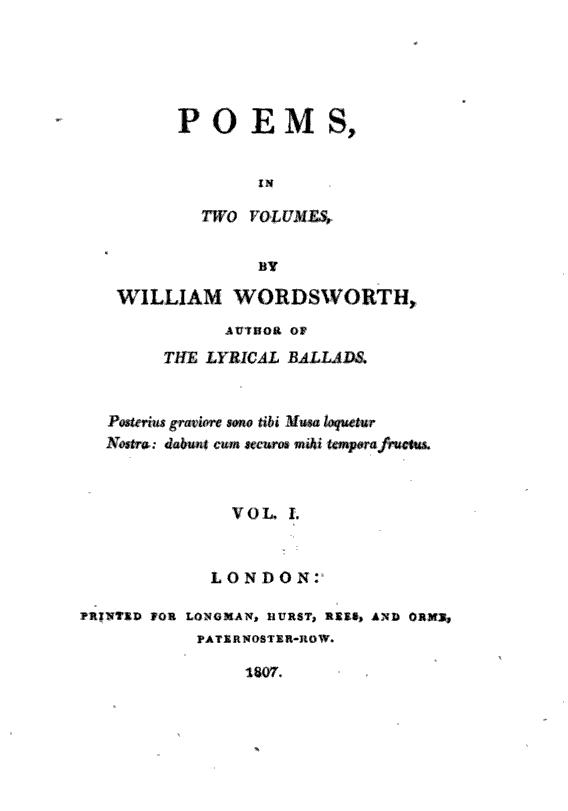
Poems in Two Volumes, 1807

Poems in Two Volumes is een uit twee delen bestaande verzameling gedichten van de Engelse dichter William Wordsworth. Het werk verscheen in 1807 en bevat gedichten geschreven tussen ca. 1800 en 1807.
De bundeling was een vervolg op de Lyrical Ballads, dat in 1798 verscheen en een baanbrekend werk zou blijken voor de doorbraak van de romantiek in Engeland. Deze bundel vervaardigde Wordsworth in samenwerking met zijn vriend Samuel Taylor Coleridge.
Poems in Two Volumes kon, evenals eerder de Lyrical Ballads, niet meteen rekenen op een enthousiaste ontvangst door de critici. Zo schreef Lord Byron een kritische beschouwing die niet bepaald in positieve zin uitviel. Desondanks verwierven beide werken een groeiende populariteit bij het lezerspubliek en behoren veel van de gedichten inmiddels tot de canon van de Engelstalige poëzie.
Bekende gedichten in de bundel zijn onder andere:
- "Resolution and Independence"
- "I Wandered Lonely as a Cloud"
- "My Heart Leaps Up"
- "Ode: Intimations of Immortality"
- "Ode to Duty"
- "The Solitary Reaper"
- "Elegiac Stanzas"
- "Composed upon Westminster Bridge, September 3, 1802"
- "London, 1802"
- "It is a beauteous evening, calm and free"
- "The world is too much with us"